# مجدي دعيبس
مجدي دُعَيبِس روائي وقاص أردني من مواليد عام 1968. عمل مهندس اتصالات وهو عميد متقاعد في سلاح الجو الملكي. برز في الأدب القصصي في أواخر العقد 2010 وصدر روايته الأولى «الوزر المالح» في 2018 التي فاز بالجائزة كتارا للرواية العربية.

## سيرته
هو مهندس اتصالات وعميد متقاعد في سلاح الجو الملكي الأردني. حصل على درجة الماجستير في تخصص علوم وهندسة النانوتكنولوجي من جامعة العلوم والتكنولوجيا الأردنية. 

## مهنته الأدبية
نشر روايته الأولى «الوزر المالح» في 2018، وهي رواية «عن الحب والحرب، وتكشف الرواية للقارئ أن مفهوم الحب الذي تتحدث عنه المقدمة يختلف تماما عن الحب في السائد والمألوف، والحرب ليست تفاصيل النصر أو أسباب الهزيمة، ومن هنا نحتاج إلى البحث عن مفاتيح اللعبة السردية في هذه الرواية.» فازت الرواية بالجائزة كتارا للرواية العربية في دورتها الخامسة. وتعد من الأعمال التي توثق للتاريخ الاجتماعي والموروث الثقافي لبلاد الشام. في روايته الثانية «حكايات الدرج»، يرصد دعيبس منطقة جبل الأشرفية وما طرأ على ساكنيها من تحوّلات اجتماعية واقتصادية مطلع التسعْنات القرن العشرْن خاصة إثر عودة المغتربين إلى الأردن بعد حرب الخليج الثانية، وتردّي الأوضاع الاقتصادية، وما ترتّب على ذلك من مشاكل اجتماعية، مثل انتشار الفقر والبطالة والعنف الأسري. ويعالج فيها «بعض الإشكاليات الناجمة عن التنميط الاجتماعي للنساء والرجال في المجتمع الأردني، كما يتطرّق إلى زواج القاصرات و«جرائم الشرف» والعنف ضد النساء.»  ثم في «أجراس القبار» (2020) يتداخل التاريخي بالمتخيّل بشكل متشابك لخدمة البناء الفني للرواية.  ثم نشرت مجموعته القصصية «بيادق الضالين»، وهي تطرح مواضيع اجتماعية مختلفة من فقر وبطالة ومخدرات وفساد. 

## جوائزه
- 2019: فازت روايته «الوزر المالح» بجائزة كتارا للرواية العربية الدورة الخامسة عن فئة الروايات المنشورة. [6]

## مؤلفاته
من رواياته:
- «الوزر المالح»، 2018 (ردمك 9786144199015)
- «حكايات الدرج»، 2019 (ردمك 9786144199787)
- «أجراس القبار»، 2020 (ردمك 9789923132524)

من مجموعاته القصصية:
- «بيادق الضّالين»، 2020 (ردمك 9786144860076)